# Episymploce simplex
Episymploce simplex är en kackerlacksart som först beskrevs av Hanitsch 1929.  Episymploce simplex ingår i släktet Episymploce och familjen småkackerlackor. Inga underarter finns listade i Catalogue of Life.